# Cyrtandra fulvovillosa
Cyrtandra fulvovillosa är en tvåhjärtbladig växtart som beskrevs av Karl Rechinger. Cyrtandra fulvovillosa ingår i släktet Cyrtandra och familjen Gesneriaceae. Inga underarter finns listade i Catalogue of Life.